# 埃爾普拉多區

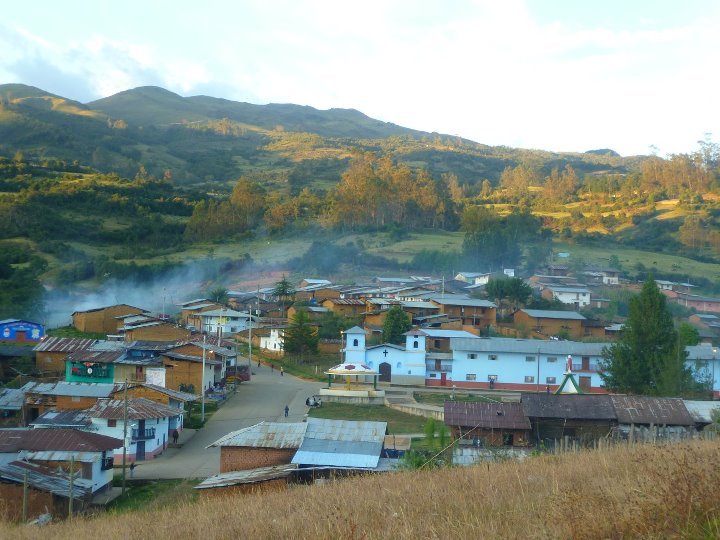

7°02′00″S 79°00′40″W / 7.0332°S 79.0111°W
埃爾普拉多區（西班牙語：Distrito de El Prado），是秘魯的一個區，位於該國北部卡哈馬卡大區的聖米格爾省，始建於1984年9月20日，面積71.4平方公里，海拔高度2,830米，2005年人口2,084，人口密度每平方公里29人。